# Mitopus obliquus
Mitopus obliquus is een hooiwagen uit de familie echte hooiwagens (Phalangiidae).